# Mohamed Al Rashed
Mohamed Al Rashed Mahamoud Shambaly, noto semplicemente come Mohamed Al Rashed (1º gennaio 1994), è un calciatore sudanese, centrocampista dell'Al-Merrikh e della nazionale sudanese.

## Carriera

### Club
Ha giocato nella prima divisione sudanese; in carriera ha giocato complessivamente 7 partite nella CAF Champions League.

### Nazionale
Debutta con la nazionale sudanese il 5 settembre 2019 in occasione del match valido per le qualificazioni al Campionato mondiale di calcio 2022 vinto 3-1 contro il Ciad.
Nel gennaio 2022 viene incluso nella lista finale dei convocati della Coppa delle nazioni africane 2021.

## Statistiche
Statistiche aggiornate al 4 gennaio 2022.

### Cronologia presenze e reti in nazionale
| Cronologia completa delle presenze e delle reti in nazionale ― Sudan | Cronologia completa delle presenze e delle reti in nazionale ― Sudan | Cronologia completa delle presenze e delle reti in nazionale ― Sudan | Cronologia completa delle presenze e delle reti in nazionale ― Sudan | Cronologia completa delle presenze e delle reti in nazionale ― Sudan | Cronologia completa delle presenze e delle reti in nazionale ― Sudan | Cronologia completa delle presenze e delle reti in nazionale ― Sudan | Cronologia completa delle presenze e delle reti in nazionale ― Sudan |
| Data                                                                 | Città                                                                | In casa                                                              | Risultato                                                            | Ospiti                                                               | Competizione                                                         | Reti                                                                 | Note                                                                 |
| -------------------------------------------------------------------- | -------------------------------------------------------------------- | -------------------------------------------------------------------- | -------------------------------------------------------------------- | -------------------------------------------------------------------- | -------------------------------------------------------------------- | -------------------------------------------------------------------- | -------------------------------------------------------------------- |
| 5-9-2019                                                             | N'Djamena                                                            | Ciad                                                                 | 1 – 3                                                                | Sudan                                                                | Qual. Mondiali 2022                                                  | -                                                                    | 22’ 79’                                                              |
| 10-9-2019                                                            | Omdurman                                                             | Sudan                                                                | 0 – 0                                                                | Ciad                                                                 | Qual. Mondiali 2022                                                  | -                                                                    | 67’                                                                  |
| 22-9-2019                                                            | Dar es Salaam                                                        | Tanzania                                                             | 0 – 1                                                                | Sudan                                                                | Qual. CHAN 2020                                                      | -                                                                    | 30’                                                                  |
| 18-10-2019                                                           | Omdurman                                                             | Sudan                                                                | 1 – 2                                                                | Tanzania                                                             | Qual. CHAN 2020                                                      | -                                                                    | 0’                                                                   |
| 13-11-2019                                                           | Omdurman                                                             | Sudan                                                                | 4 – 0                                                                | São Tomé e Príncipe                                                  | Qual. Coppa d'Africa 2021                                            | 1                                                                    |                                                                      |
| 17-11-2019                                                           | Soweto                                                               | Sudafrica                                                            | 1 – 0                                                                | Sudan                                                                | Qual. Coppa d'Africa 2021                                            | -                                                                    | 24’ 65’                                                              |
| 25-1-2020                                                            | Asmara                                                               | Eritrea                                                              | 0 – 1                                                                | Sudan                                                                | Amichevole                                                           | -                                                                    | 60’                                                                  |
| 23-9-2020                                                            | N'Djamena                                                            | Ciad                                                                 | 2 – 3                                                                | Sudan                                                                | Amichevole                                                           | -                                                                    | 0’                                                                   |
| 25-9-2020                                                            | N'Djamena                                                            | Ciad                                                                 | 0 – 2                                                                | Sudan                                                                | Amichevole                                                           | -                                                                    |                                                                      |
| 9-10-2020                                                            | Radès                                                                | Tunisia                                                              | 3 – 0                                                                | Sudan                                                                | Amichevole                                                           | -                                                                    | 46’                                                                  |
| 6-11-2020                                                            | Addis Abeba                                                          | Etiopia                                                              | 2 – 2                                                                | Sudan                                                                | Amichevole                                                           | -                                                                    | 46’                                                                  |
| 12-11-2020                                                           | Cape Coast                                                           | Ghana                                                                | 2 – 0                                                                | Sudan                                                                | Qual. Coppa d'Africa 2021                                            | -                                                                    | 78’                                                                  |
| 17-11-2020                                                           | Omdurman                                                             | Sudan                                                                | 1 – 0                                                                | Ghana                                                                | Qual. Coppa d'Africa 2021                                            | -                                                                    | 75’                                                                  |
| 22-8-2021                                                            | Dubai                                                                | Niger                                                                | 2 – 1                                                                | Sudan                                                                | Amichevole                                                           | -                                                                    | 46’                                                                  |
| 15-11-2021                                                           | Marrakech                                                            | Guinea-Bissau                                                        | 0 – 0                                                                | Sudan                                                                | Qual. Mondiali 2022                                                  | -                                                                    | 87’                                                                  |
| 7-12-2021                                                            | Ar Rayyan                                                            | Libano                                                               | 1 – 0                                                                | Sudan                                                                | Coppa araba FIFA 2021 - 1º turno                                     | -                                                                    | 19’                                                                  |
| 2-1-2022                                                             | Yaoundé                                                              | Zimbabwe                                                             | 0 – 0                                                                | Sudan                                                                | Amichevole                                                           | -                                                                    | 68’                                                                  |
| Totale                                                               |                                                                      | Presenze                                                             | 22                                                                   |                                                                      | Reti                                                                 | 1                                                                    |                                                                      |